# Myrmecodia oblongata
Myrmecodia oblongata är en måreväxtart som beskrevs av Theodoric Valeton. Myrmecodia oblongata ingår i släktet Myrmecodia och familjen måreväxter. Inga underarter finns listade i Catalogue of Life.